# سیارک ۱۷۸۸۴
سیارک ۱۷۸۸۴ (به انگلیسی: 17884 Jeffthompson، نامگذاری:1999CD116) هفده هزار و هشتصد و هشتاد و چهارمین سیارک کشف شده‌است که در ۱۲ فوریه ۱۹۹۹ کشف شد.
قدر مطلق سیارک برابر ۱۰.۷ است.